# Chichester Castle

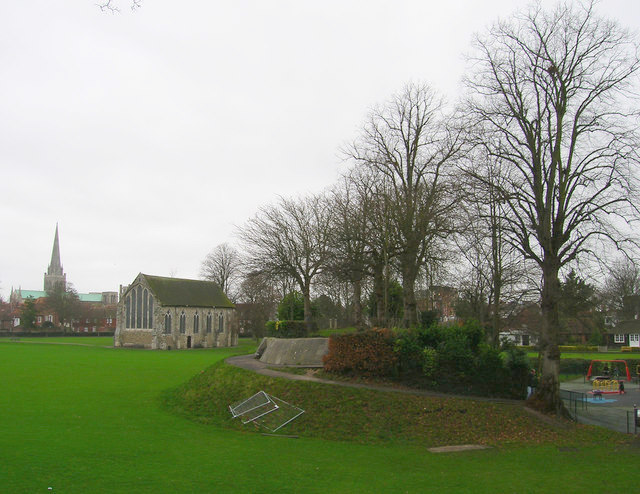
Überreste des Mounds von Chichester Castle

Chichester Castle ist eine Burgruine in Chichester in der englischen Verwaltungseinheit West Sussex. Kurz nach der normannischen Eroberung Englands ließ Roger de Montgomerie, 1. Earl of Shrewsbury, eine Burg in Chichester errichten. Diese Burg war eine von elf Festungen, die vor 1100 in Sussex angelegt wurden. Der Rape Chichester, ein Landesteil von Sussex, wurde von der Burg aus verwaltet und wurde vom größeren Rape Arundel abgespalten; ein Rape war eine Verwaltungseinheit, deren Ursprung in angelsächsischer Zeit lag und die unter den Normannen fortgeführt wurde. Die Burg lag in der Nordostecke von Chichester und war durch die Stadtmauer geschützt. Da Chichester Castle eine Stadtburg war, die in eine bestehende Siedlung eingebaut wurde, mussten vermutlich Gebäude abgerissen werden, um Platz zu schaffen. Chichester Castle war aus Holz gebaut; auch wenn etliche Holzburgen später in Stein neu errichtet wurden, gibt es keinen Beweis dafür, dass dies auch bei Chichester Castle so war.
Auch wenn die Burg ursprünglich auf Geheiß des Earls of Shrewsbury errichtet wurde, gehörte sie doch in der Zeit von 1154 bis 1176 den Earls von Sussex und ging danach in den Besitz der Krone über. Anfang des 13. Jahrhunderts wurde Chichester Castle als Gerichtshof und Gefängnis genutzt. Die Burgen von Chichester und Oxford waren zwei der ersten Stadtburgen die diesem Zweck dienten, nach und nach wurden alle Stadtburgen so genutzt. 1216 wurde Chichester Castle, wie viele andere Burgen im Süden Englands, z. B. Reigate Castle, von den Franzosen eingenommen. Dies war Teil des ersten Krieges der Barone gegen König Johann Ohneland. Die Burg wurde im Frühjahr 1217 von den Engländern zurückerobert. Im selben Jahr ordnete König Heinrich III. die Zerstörung der Burg an. Von 1222 bis 1269 verlehnte Richard von Cornwall das Anwesen an den Orden der Greyfriars zum Bau einer Priorei. Die Überreste der Motte kann man heute noch im Priory Park sehen. Der Mound gilt als Scheduled Monument.